# La Preuve (pièce de théâtre)
Pour les articles homonymes, voir La Preuve et Proof.
La Preuve (Proof en anglais) est une pièce de théâtre créée par l'Américain David Auburn, qui lui vaut en 2001 le prix Pulitzer et le Tony Award de la meilleure pièce. Cette pièce aurait notamment été inspirée par le travail d'Andrew Wiles qui a en partie démontré en 1994 le dernier théorème de Fermat.

## Argument
La Preuve a pour personnages principaux Robert, un mathématicien de génie et professeur à l'université de Chicago, qui a sombré dans la folie, et sa fille qui lui survit : Catherine, brillante elle aussi, mais qui a sacrifié ses études et sa jeunesse (elle a vingt-cinq ans) pour veiller sur son père malade.
Durant sa longue dégénérescence, Robert écrit frénétiquement plus d'une centaine de cahiers.
Après sa mort, l'heure du choix irrévocable est arrivée pour Catherine, en même temps qu'arrive de New York son exubérante (et envahissante) sœur, Claire. De plus, un ancien étudiant du département de mathématiques se lance dans la lecture des nombreux carnets de Robert pour tenter d'y déceler les indices d'une nouvelle théorie mathématique.
Dans un des manuscrits du père, il trouve une démonstration révolutionnaire. Cependant, Catherine affirme en être l'auteur...

## Adaptations
À sa création à Broadway, c'est Mary-Louise Parker qui tenait avec succès le rôle de Catherine.

### Française
Adaptation 2002
- Mise en scène : Bernard Murat
- Adaptation : Jean-Claude Carrière
- Anouk Grinberg (puis Elsa Zylberstein) : Catherine
- Rufus (puis Michel Aumont) : Robert, le père
- Anne Consigny (puis Anne Loiret) : Claire, la sœur
- Michaël Cohen : Harold, l'élève assidu

### Québécoise
Adaptation 2002
- Mise en scène : Monique Duceppe
- Traduction : Benoît Girard
- Marie-Hélène Thibault : Catherine
- Benoît Girard : Robert, le père
- Marie Michaud : Claire, la sœur
- Daniel Thomas : Harold, l'élève assidu

### Cinématographique
- 2005 : Proof, film américain réalisé par John Madden. Rebecca Miller, fille d'Arthur Miller et épouse de Daniel Day-Lewis, signe l'adaptation de la pièce éponyme en collaboration avec le dramaturge David Auburn. Gwyneth Paltrow interprète le rôle de Catherine, Anthony Hopkins celui de Robert, le père de Catherine, Hope Davis celui de Claire, la sœur de Catherine, et Jake Gyllenhaal, celui de l'élève Harold « Hal » Dobbs. À la mise en scène et dans le rôle de Catherine, on retrouve le duo de Shakespeare in Love : John Madden et Gwyneth Paltrow, qui, en 2000, avaient déjà créé la pièce Proof sur scène à Londres...